# EVERYDAY 超絕讚!!
「EVERYDAY 超絕讚!!」（EVERYDAY 絶好調!!）是日本的女子偶像組合℃-ute的第10张单曲。2009年9月16日由zetima发售。

## 概要
- 「EVERYDAY 超絕讚!!」是成員梅田繪理香的畢業單曲。
- 與「Bye Bye Bye!」相同，中心為萩原舞。
- 此單曲有2個版本，分別有「初回生産限定盤」和「CD ONLY」。「初回生産限定盤」收錄了「EVERYDAY 超絕讚!!」的PV。
- 在9月28日於公信榜单曲週排行榜取得第2位，是℃-ute出道以來銷量排名最高的單曲。
- 此外，此單曲於9月19日於公信榜單曲日間排行榜取得第1位。

## 收錄内容

### CD（初回生産限定盤，CD ONLY）
1. EVERYDAY 超絕讚!!
（作詞・作曲：淳君 編曲：大久保薫）
2. 甜蜜陷阱（甘い罠）
（作詞・作曲：淳君 編曲：板垣祐介）
3. EVERYDAY 超絕讚!!(Instrumental)

### DVD（初回生産限定盤）
1. EVERYDAY 超絕讚!!（超絕讚 Ver.）